# Unterkiefer

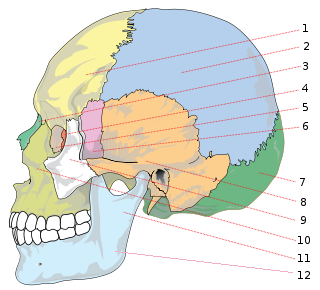
Menschlicher Schädel in Seitenansicht:
1. Stirnbein (Os frontale)
2. Scheitelbein (Os parietale)
3. Nasenbein (Os nasale)
4. Siebbein (Os ethmoidale)
5. Tränenbein (Os lacrimale)
6. Keilbein (Os sphenoidale)
7. Hinterhauptsbein (Os occipitale)
8. Schläfenbein (Os temporale)
9. Jochbein (Os zygomaticum)
10. Oberkiefer (Maxilla)
11. Unterkiefer (Mandibula) (hellblau)
12. Unterkieferwinkel (Angulus mandibulae)

Der Unterkiefer oder die Kinnlade (lat. Mandibula von mandere „kauen“) ist ein Knochen des Gesichtsschädels. Er ist bei Säugetieren der bewegliche der beiden Kieferknochen.

## Aufbau
Die Mandibula besteht aus dem hufeisenförmigen Unterkieferkörper (Corpus mandibulae), dessen vorderes Ende das Kinn stützt, und beiderseits einem aufsteigenden Unterkieferast (Ramus mandibulae). An letzterem befindet sich ein Muskelfortsatz (Processus coronoideus) zum Ansatz des Musculus temporalis und der Gelenkfortsatz (Processus condylaris) mit dem Kiefergelenksköpfchen (Caput mandibulae), der das Kiefergelenk bildet. Die Einkerbung zwischen dem Muskelfortsatz (früher nach alter anatomischer Nomenklatur als Processus muscularis bezeichnet) und dem Gelenkfortsatz (früher nach alter anatomischer Nomenklatur als Processus articularis bezeichnet) heißt Incisura mandibulae. Bei Raubtieren und einigen Nagetieren befindet sich im Kieferwinkel an der Grenze zwischen Unterkieferkörper und -ast ein nach hinten gerichteter Fortsatz, der als Processus angularis (‚(Unterkiefer-)Winkelfortsatz‘) bezeichnet wird. An ihm setzen innen der Musculus pterygoideus medialis und außen der Musculus masseter an. Die Unterkante des Unterkieferkörpers besitzt bei den meisten Säugetieren eine Einkerbung, die Incisura vasorum facialium. Hier ziehen Arteria und Vena facialis, bei Rindern, Schweinen und Pferden auch der Ductus parotideus auf die Seitenfläche des Gesichts.
Am Unterkiefer setzen die vier Kaumuskeln an, die für den Kieferschluss (Okklusion) sorgen. An der Innenseite des Unterkiefers verläuft im Bereich der Prämolaren und Molaren die Crista mylohyoidea, der Ansatz des Musculus mylohyoideus.
An der Innenseite des Unterkieferastes sitzt eine Knochenzunge (Lingula mandibulae), die das Foramen mandibulae (Unterkieferloch) überdeckt. Dieses Loch ist die Eintrittsstelle des Nervus alveolaris inferior (aus Nervus mandibularis des Nervus trigeminus) sowie der Arteria und Vena alveolaris inferior. Der Nerv verläuft im Canalis mandibulae (Mandibularkanal) unter den Wurzelspitzen der Seitenzähne entlang und innerviert die Zahnfächer und Zähne im Unterkiefer. Der Endast verlässt als Nervus mentalis den Unterkieferkörper am Foramen mentale (Kinnloch) im Bereich der Wurzelspitzen der Prämolaren. Die Blutversorgung des Unterkiefers erfolgt über die Arteria alveolaris inferior.

### Linea obliqua mandibulae
Die Linea obliqua mandibulae ist ein schräg über den Knochen verlaufender Grat, der nach kranial und dorsal bis zum vorderen Rand des jeweiligen Ramus mandibulae läuft. An ihr haben der Musculus triangularis und der Musculus depressor labii inferioris ihren Ursprung, kaudal davon setzt das Platysma an. Kranial der Linea obliqua am Alveolarfortsatz, direkt unterhalb der Molaren, findet sich der Ansatz des Musculus buccinator.

Unterkiefer des Menschen
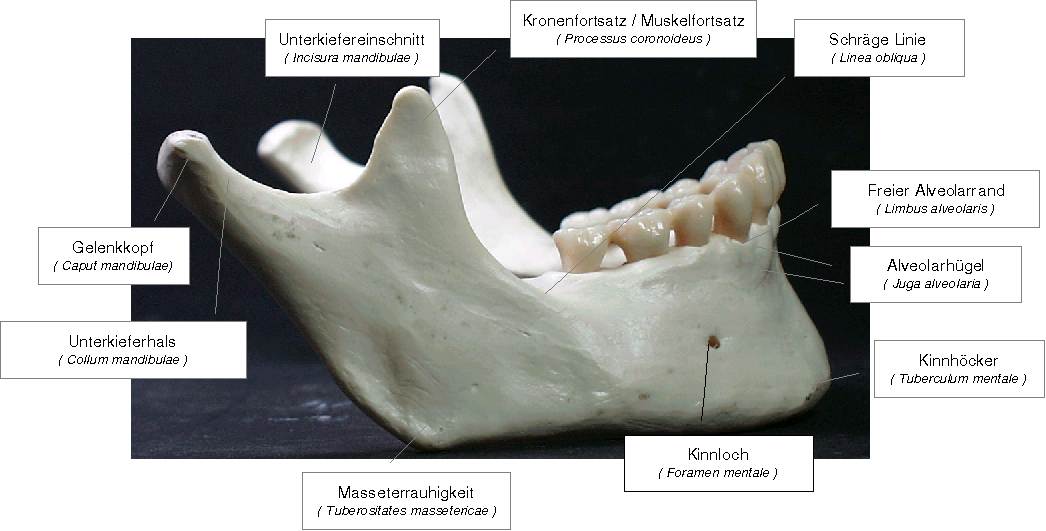
Seitliche Ansicht des Unterkiefers
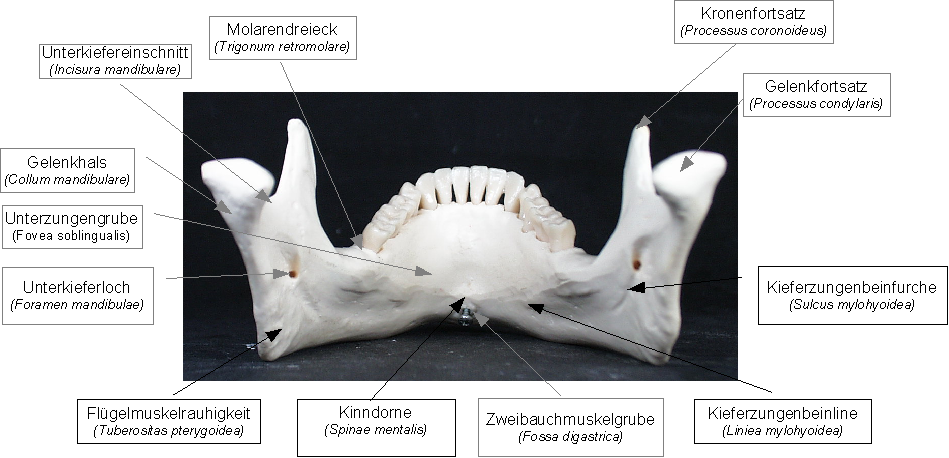
Der Unterkiefer von hinten

## Unterkieferbewegungen
Man unterscheidet folgende Bewegungen des Unterkiefers:
- Protrusion: Bewegung des Unterkiefers in ventraler Richtung
- Retrusion: Bewegung des Unterkiefers in dorsaler Richtung
- Laterotrusion: Bewegung einer Unterkieferseite von der Medianebene weg
- Mediotrusion: Bewegung einer Unterkieferseite zur Medianebene hin.